# Rachel Caine

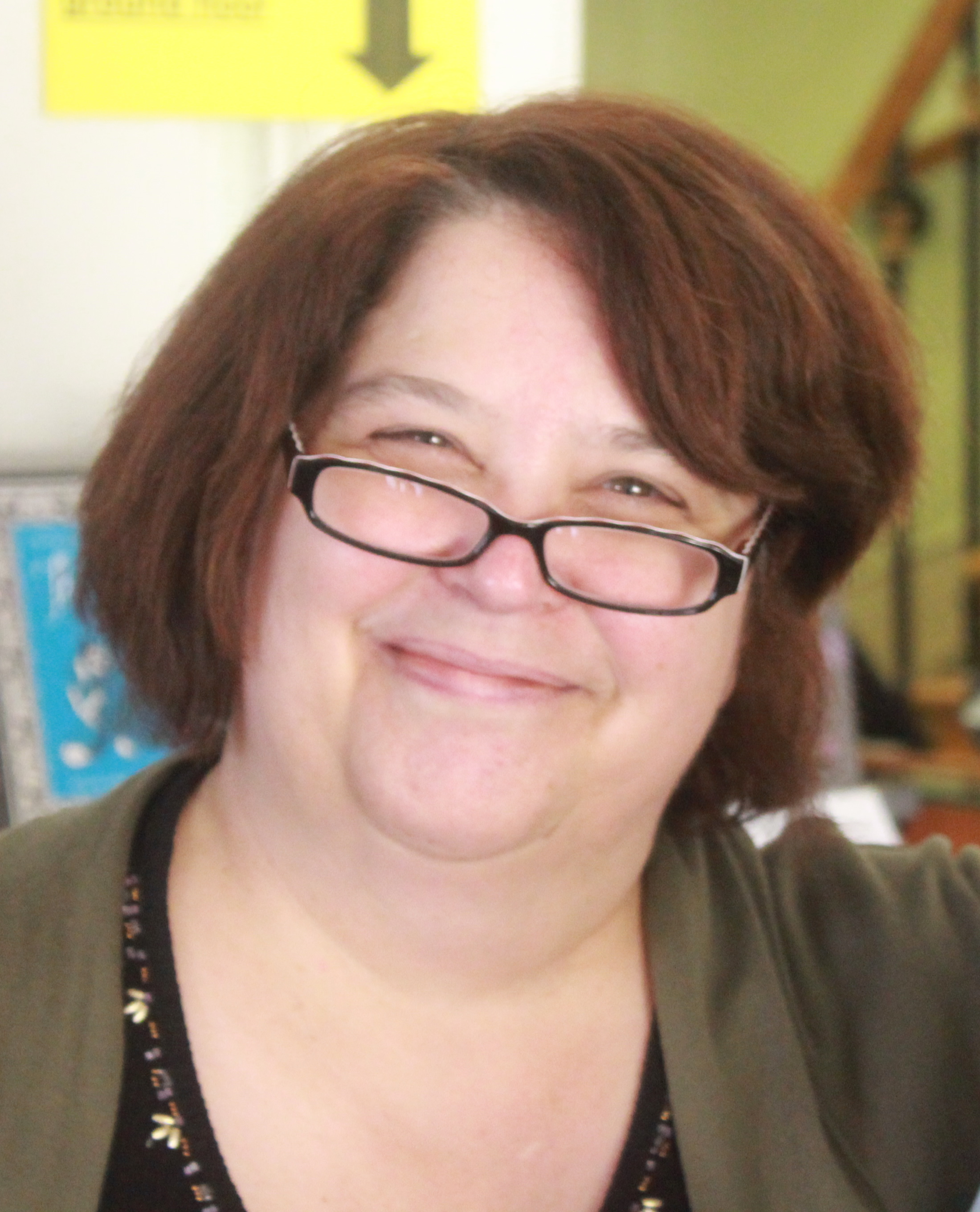
Rachel Caine 2012

Rachel Caine (* 27. April 1962; eigentlich Roxanne Longstreet Conrad; † 1. November 2020) war eine US-amerikanische Autorin, die Science-Fiction-, Fantasy-, Mystery-, Thriller- und Horror-Romane schrieb. Unter dem Pseudonym Julie Fortune verfasste sie außerdem Romane zu Fernsehserien.

## Leben
Caine wuchs in West Texas auf und studierte an der Texas Tech University. 1995 graduierte sie in Buchhaltung und im Nebenfach in Musik. Sie war als professionelle Musikerin und in der Unternehmenskommunikation tätig. 2010 wurde sie Vollzeitautorin.
2018 wurde bei ihr ein Weichteilsarkom diagnostiziert, an dessen Folgen sie im November 2020 starb.
Sie war mit dem Fantasy-Künstler R. Cat Conrad verheiratet.

## Werke
- The Weather Warden series (Die Wetter-Wächter)
  1. Ill Wind (2003, ISBN 0-451-45952-0) (Dt. „Sturm der Dämonen“, Festa Verlag, 2007, ISBN 978-3-86552-065-4)
  2. Heat Stroke (2004, ISBN 0-451-45984-9)
  3. Chill Factor (2005, ISBN 0-451-46010-3)
  4. Windfall (November 2005, ISBN 0-451-46057-X)
  5. Firestorm (September 2006, ISBN 0-451-46104-5)
  6. Thin Air (August 2007, ISBN 0-451-46163-0)
  7. Gale Force (August 2008, ISBN 0-451-46223-8)
  8. Cape Storm (August 2009, ISBN 0-451-46284-X)
  9. Total Eclipse (August 2010, ISBN 0-451-46345-5)

- The Red Letter Days series
  1. Devils Bargain (August 2005, ISBN 0-373-51367-4)
  2. Devils Due (Januar 2006, ISBN 0-373-51387-9)

- The Morganville series
  1. Glass Houses (Oktober 2006, ISBN 0-451-21994-5) (Dt. „Haus der Vampire – Verfolgt bis aufs Blut“, Arena Verlag, 2009, ISBN 978-3-401-06360-7)
  2. The Dead Girls' Dance (April 2007, ISBN 0-451-22089-7) (Dt. „Haus der Vampire – Der letzte Kuss“, Arena Verlag, 15. Juni 2009, ISBN 978-3-401-06361-4)
  3. Midnight Alley (Oktober 2007, ISBN 0-451-22238-5) (Dt. „Haus der Vampire – Rendezvous mit einem Unbekannten“, Arena Verlag, Januar 2010, ISBN 978-3-401-06362-1)
  4. Feast of Fools (Juni 2008, ISBN 0-451-22463-9) (Dt. „Haus der Vampire – Ball der Versuchung“, Arena Verlag, Juli 2010, ISBN 978-3-401-06471-0)
  5. Lord of Misrule (Januar 2009, ISBN 0-451-22572-4) (Dt. „Haus der Vampire – Der Nacht geweiht“, Arena Verlag, Januar 2011, ISBN 978-3-401-06586-1)
  6. Carpe Corpus (Juni 2009, ISBN 0-451-22719-0) (Dt. „Haus der Vampire – Schwur für die Ewigkeit“,Arena Verlag, ISBN 978-3-401-06637-0)
  7. Fade Out (November 2009, ISBN 0-451-22866-9) (Dt. „Haus der Vampire – Bittersüßer Verrat“, Arena Verlag, ISBN 978-3-401-50218-2)
  8. Kiss of Death (April 2010, ISBN 0-451-22973-8) (Dt. „Flirt mit der Unsterblichkeit“, Juni 2012, Arena Verlag, ISBN 978-3-401-50379-0)
  9. Ghost Town (Oktober 2010, ISBN 0-451-23161-9) (Dt. „Gefährliche Sehnsucht“, Januar 2013, Arena Verlag, ISBN 978-3-401-50456-8)
  10. Bite Club (Mai 2011, ISBN 0-451-23318-2) (Dt. „Bis die Dämmerung uns scheidet“, Juni 2013, Arena Verlag, ISBN 978-3-401-50526-8)
  11. Last Breath (November 2011, ISBN 0-451-23318-2)
  12. Black Dawn (Mai 2012, ISBN 0-451-23671-8)
  13. Bitter Blood (November 2012, ISBN 0-451-23811-7)
  14. Fall Of Night (Mai 2013, ISBN 0-451-41425-X)
  15. Daylighters (November 2013, ISBN 0-451-41427-6)

- Outcast Season series
  1. 2009: Undone
  2. 2010: Unknown
  3. 2011: Unseen
- Stillhouse Lake series
  1. Stillhouse Lake (Juli 2017) (Dt. „Die Angst schläft nie“, Januar 2018, Edition M, ISBN 978-1-5039-0040-0)
  2. Killman Creek (Dezember 2017) (Dt. „Wer die Furcht kennt“, Januar 2019, Edition M, ISBN 978-2-91980-398-9)
  3. Wolfhunter River (April 2019) (Dt. „Wenn die Hoffnung stirbt“, Juli 2019, Edition M, ISBN 978-2-91980-874-8)
  4. Bitter Falls (Januar 2020) (Dt. „Still ruhen die Toten“, April 2020, Edition M, ISBN 978-2-49670-234-7)
  5. Heartbreak Bay (Januar 2020) (Dt. „Stumm schreien die Schuldigen“, April 2021, Edition M, ISBN 978-2-49670-691-8)

- The Great Library series (Die Magische Bibliothek)
  1. Ink and Bone (Juli 2015) (Dt. „Tinte und Knochen“, Mai 2023, Heyne, ISBN 978-3-453-27418-1)
  2. Paper and Fire (Juli 2016) (Dt. „Papier und Feuer“, Mai 2024, Heyne, ISBN 978-3-453-32322-3)
  3. Ash and Quill (Juli 2017) (Dt. „Asche und Feder“, August 2024, Heyne, ISBN 978-3-453-27477-8)
  4. Smoke and Iron (Juli 2018) (Dt. „Feuer und Eisen“, Juli 2025, Heyne, ISBN 978-3-453-27547-8)
  5. Sword and Pen (September 2019)

- als Julie Fortune
  1. Sacrifice Moon (Stargate Sg-1) (Juli 2006, ISBN 0-9547343-1-9)